# Sol Hoopii
Sol Hoopii ou Sol Hoʻopiʻi (Solomon Hoʻopiʻi Kaʻaiʻai à l’état civil), né en 1903 à Honolulu et mort le 16 novembre 1953 à Seattle, est un guitariste hawaïen. Il est reconnu comme un des premiers musiciens à avoir joué sur une guitare amplifiée électriquement. Il est également considéré comme le plus grand joueur de lap steel guitar de tous les temps.

## Biographie
21e enfant de sa famille, il fait ses débuts dans l'orchestre de Johnny Noble à l'âge de 17 ans.
Il émigre vers Los Angeles en 1924 et se fait connaître par les musiciens de jazz.
Il est édité de 1933 à 1938, pour son groupe Novelty Trio (qui devient ensuite) Novelty Quartette puis Novelty Five sur les labels Decca Records et Brunswick Records.
Il utilise dès les années 1930 une steel guitare électrique inspirée de l'invention de Joseph Kekuku, la Hawaiian steel guitar vers 1889.
Musicien connu et reconnu, il rend son dernier souffle en novembre 1953 et aura laissé une empreinte indéniable dans la musique du XXe siècle.

## Discographie
- Brunswick Sessions 1933-34
- Hula Girls - Brunswick 6768
- King Kamehameha - Brunswick 6873
- Ten Tiny Toes, One Baby Nose - Brunswick 6687
- King's Serenade - Brunswick 6950
- Decca Sessions 1938
- Twilight Blues - Decca 2560
- Stack O' Lee - Decca 2241
- Fascinatin' Rhythm - Decca 2280
- Farewell Blues - Decca 2241
- Compilation CD
- Sol Hoʻopiʻi in Hollywood Grass Skirt

## Filmographie
- Radio Kisses (1930)
- Divorced Sweethearts (1930)
- Flirtation Walk (1934)
- High Tension (1936)
- Hawaiian Nights (1939)*